# Antônia (álbum)
Antônia é uma trilha sonora do filme de mesmo nome, gravada por Negra Li, Leilah Moreno, Quelynah e Cindy Mendes e produzida por Erico Theobaldo, Parteum e Beto Villares. O álbum foi lançado em 17 de novembro de 2006, pela gravadora Som Livre.

## Faixas
| Edição padrão  |                                   |                                                                                         |                                                        |         |  |
| N.º            | Título                            | Compositor(es)                                                                          | Artista(s)                                             | Duração |  |
| 1.             | "Antônia" (Periférico Remix)      | Cindy Mendes, Leilah Moreno, Negra Li, Quelynah                                         | Cindy Mendes, Leilah Moreno, Negra Li, Quelynah        | 3:03    |  |
| 2.             | "Flow"                            | Cindy Mendes, Érico Theobaldo, Fil Pinheiro, Leilah Moreno, Negra Li, Parteum, Quelynah | Cindy Mendes, Leilah Moreno, Negra Li, Quelynah        | 2:16    |  |
| 3.             | "Killing Me Softly with His Song" | Charles Fox, Norman Gimbel                                                              | Cindy Mendes, Leilah Moreno, Negra Li                  | 3:04    |  |
| 4.             | "Quanto Você Quer"                | Cindy Mendes, DJ Marco, Kamau, Leilah Moreno, Negra Li, Quelynah                        | Cindy Mendes, Leilah Moreno, Negra Li, Quelynah, Kamau | 2:16    |  |
| 5.             | "Compaixão"                       | Helião, Negra Li, Paul Ralphes                                                          | Negra Li                                               | 3:22    |  |
| 6.             | "Brasilândia City Bronx"          | Black Gero                                                                              | Black Gero                                             | 2:20    |  |
| 7.             | "Freestyle"                       | Max B.O.                                                                                | Max B.O.                                               | 1:59    |  |
| 8.             | "Nada Pode Me Parar"              | Cindy Mendes, Leilah Moreno, Negra Li, Quelynah                                         | Cindy Mendes, Leilah Moreno, Negra Li, Quelynah        | 2:09    |  |
| 9.             | "Tudo Nosso"                      | Kamau, Parteum                                                                          | Kamau, Cindy Mendes, Leilah Moreno, Negra Li, Quelynah | 3:15    |  |
| 10.            | "Aurora" (Letreiro)               | Beto Villares                                                                           | Leilah Moreno, Beto Villares, DJ Marco, Parteum        | 3:36    |  |
| 11.            | "Fidivó" (Clip Triste)            | Beto Villares, Érico Theobaldo, Fil Pinheiro                                            | Nathalye Cris, Erico Theobaldo, Parteum, Beto Villares | 3:06    |  |
| 12.            | "Cai Pra Pista"                   | Leilah Moreno, Marcel Ortiz, Rick Dub, Tchorta Boratto                                  | Leilah Moreno, Rick Dub                                | 3:13    |  |
| 13.            | "Criança.com"                     | Cindy Mendes, Marcel Ortiz, Tchorta Boratto                                             | Cindy Mendes                                           | 3:48    |  |
| 14.            | "Detector de Mentiras"            | Jonatas Prates, Goobie                                                                  | Quelynah                                               | 3:33    |  |
| 15.            | "Antônia" (Ragga)                 | Cindy Mendes, Leilah Moreno, Negra Li, Quelynah                                         | Cindy Mendes, Leilah Moreno, Negra Li, Quelynah        | 3:33    |  |
| 16.            | "Falei"                           | DJ Tano, Funk Buia, Marcelinho Back, Rica Amabis, Tejo Damasceno                        | Z'África Brasil                                        | 3:29    |  |
| 17.            | "Riscando o Ragga"                | Érico Theobaldo, Fil Pinheiro                                                           | Fil Pinheiro                                           | 3:59    |  |
| 18.            | "Flow" (Remix)                    | Cindy Mendes, Érico Theobaldo, Fil Pinheiro, Leilah Moreno, Negra Li, Parteum, Quelynah | Cindy Mendes, Leilah Moreno, Negra Li, Quelynah        | 3:25    |  |
| 19.            | "História de Amor"                | Slim Rimografia                                                                         | Slim Rimografia, Rael                                  | 5:38    |  |
| 20.            | "Na Sombra de Uma Árvore"         | Hyldon                                                                                  | Hyldon                                                 | 5:33    |  |
| Duração total: | Duração total:                    | Duração total:                                                                          | Duração total:                                         | 55:54   |  |

## Posições nas paradas
| Parada (2006)   | Melhores posições |
| --------------- | ----------------- |
| Brasil - ABPD   | 9                 |
| Brasil - TOP 40 | 5                 |

## Vendas e certificações
| País / Certificadora | Certificação | Vendas |
| -------------------- | ------------ | ------ |
| Brasil (ABPD)        | Ouro         | 50.000 |